# Čerkezi
Čerkezi (čerkeško Адыгэхэр, Adigeher) so kavkaško ljudstvo, ki živi večinoma v Turčiji, Rusiji, Jordaniji in Siriji. V preteklosti se je ime Čerkezi nanašalo na dvanajst čerkeških, deset zahodnočerkeških (adigejskih)  in dve vzhodnočerkeški (kabardinski)  plemeni. Po ustanovitvi Sovjetske zveze so bila čerkeška plemena razvrščena v štiri skupine, odvisno od upravne enote, v kateri so živela: Čerkeze (večinoma Beslenejce), Kabardince (samo Kabardinci), Adigejce (vsa zahodna plemena, razen Šapsugov) in Šapsuge (samo Šapsugi). Čerkezi so večinoma muslimani in govorijo čerkeški jezik, ki spada v severozahodno kavkaško družino jezikov. Po svetu živi približno 4.000.000 Čerkezov.

## Etnonimi
Čerkeški endonim Adigejci se v najširšem smislu nanaša na  vseh dvanajst, v ožjem pa deset zahodnih čerkeških plemen. Ime Adigejci je najverjetneje  sestavljeno iz besed  ate – višina in gei – morje, kar bi lahko pomenilo ljudstvo  v planinah ob morju ali ljudstvo  med dvema morjema.
Eksonim Čerkez izhaja iz polatinjene  besede Sirasi, grškega imena regije, kjer so živeli. Kasneje so jih Hazari imenovali Širkes, Turki Čerkes, Rusi pa Čerkesi.
Po ustanovitvi Sovjetske zveze so Čerkeze kljub zavesti, da pripadajo enemu ljudstvu, razdelili v štiri skupine: 
- Kabardinci, Čerkezi iz Kabardino-Balkarije.
- Čerkezi (Čerkezi Beslenejci), Čerkezi iz Karačaj-Čerkezije, ki so večinoma Beslenejci
- Adigejci (vsa zahodna čerkeška plemena razen Šapsugov, Čerkezi iz Kubanske regije, v kateri  sta  Adigeja in Krasnodarski okraj.
- Šapsugi, Čerkezi iz nekdanjega Šapsuškega nacionalnega rajona, sedanjega Tuapsinskega in Lazarevskega rajona, enega od štirih mestnih rajonov v okviru mesta Soči v Krasnodarskem okraju.

## Plemena
Zahodnočerkeška plemena (Adigejci):
- Žanejevci
- Natuhaji (Natuhajci)
- Šapsugi
- Hatukaji (Hatukajci)
- Bžedugi
- Abadzehi
- Temirgoji (Temirgojci, Temirgojevci)
- Mamhegi
- Jegerukajevci
- Ubihi

Vzhodnočerkeška (Kabardinci):
- Kabardinci (Kabardi, Kabardini)
- Beslenejci (Beslenejevci, Besleneji)

## Jezik
Čerkeški jezik je narečni kontinuum.  Na osnovi dveh čerkeških narečij sta nastala dva knjižna jezika: adigejski, ki je uradni jezik v Adigeji,  in kabardinski, ki je uradni jezik v Karačaj-Čerkeziji in Kabardino-Balkariji.
Čerkeški narečni  kontinuum, tj. adigejski in kabardinski književni jezik, ubiški jezik in dva abazginska jezika (abhaški in abazinski)  tvorijo  severozahodno kavkaško družino jezikov, ki je znana tudi kot abhaško-adigejska, zahodnokavkaška ali pontska družina jezikov. 
Čerkeški narečni kontinuum: 
- zahodnočerkeški (adigejski)
  - Črnomorska narečja 
    - žanejevsko narečje
    - natuhajsko narečje
    - šapsuško narečje
      - severnošapsuško podnarečje
      - temirgojsko podnarečje
      - južnošapsuško podnarečje
      - kfarkamsko podnarečje, ki se govori v vasi Kfar Kama v Izraelu
      - hakuško podnarečje

    - kubanska narečja 
      - bžeduško narečje, ki se govori v Adigeji in mestu Biga v Turčiji
      - temirgojsko narečje, ki  se govori v Adigeji
      - abadzeško narečje, ki se govori v Rehaniji v Izraelu  in na Golanskem višavju v Siriji **** mahmeško narečje
      - jegerukajsko narečje
      - hatukajsko narečje
      - mekvaško narečje
- vzhodnočerkeški (kabardinski)  
  - kabardinska narečja
    - zahodnokabardinsko narečje
      - kubansko podnarečje
      - kubansko-zelenuško podnarečje

    - srednjekabardinsko narečje
      - baksansko podnarečje
      - malkansko podnarečje

    - vzhodnokabardinsko narečje
      - tereško podnarečje
      - mozdoško podnarečje

    - severnokabardinsko narečje 
      - mulkansko podnarečje
      - zapariško podnarečje
- beslenejsko narečje, ki se govori v Karačaj-Čerkeziji

## Naseljenost
V Rusiji živijo Čerkezi (Čerkezi Beslenejci) večinoma v avtonomni republiki Čerkeziji, v kateri tvorijo 12 % prebivalstva in so za Karačajci  (41%) in  Rusi (32%) tretji najštevilčnejši narod. Kabardinci v Rusiji živijo večinoma v avtonomni republiki Kabardino-Balkariji, v kateri imajo s 57 % absolutno etnično večino.  Največ Šapsugov v Rusiji živi v Krasnodarskem okraju, največ Adigejcev pa v avtonomni republiki Adigeji, v kateri so s 25,8 % za Rusi (63,6%) drug najštevilčnejši narod. 
Ocenjuje se, da drugod po svetu živi več kot 4.000.000, po nekih ocenah celo 8.000.000 Čerkezov. Po oceni Organizacije nepredstavljenih ljudstev in narodov je na  začetku 1990. let v diaspori (izven treh ruskih avtonomnih republik) v več kot petdeset državah živelo okrog 3.700.000 Čerkezov,  od tega okrog 2.000.000  v Turčiji, v Levantu (Sirija in Jordanija) in Mezopotamiji (Irak) okrog 300.000 in v Zahodni Evropi in Združenih državah Amerike okrog 50.000. V Rusiji je bilo leta 2010 skupno 718.727 Čerkezov, od tega 73.184 Čerkezov Beslenajcev, 516.826 Kabardincev, 124.835 Adigejcev in 3.882 Šapsugov.

## Zgodovina

### Srednji vek
V 3.-5. stoletju n. št. se je pod vplivom Bizantinskega cesarstva po celem Kavkazu razširilo krščanstvo V tem času so začeli krščanstvo za svojo vero sprejemati tudi Čerkezi, vendar so v njem obdržali nekaj svojih tradicionalnih verovanj. 
V 5. stoletju so Čerkezijo osvajali različni osvajalci, najprej (turški) Bolgari iz step osrednje Azije. Bolgarska država s prestolnico Fanagorija je doživela svoj višek med letoma 632 in 668. V drugi polovici 7. stoletja so bolgarsko državo na Kavkazu uničili Hazari. Del Bolgarov pod Asparuhovim vodstvom je odšel na zahod in se naselil v porečju Donave, kjer so ustanovili Prvo bolgarsko cesarstvo. Po razpadu hazarske države so se Hazari konec 10. stoletja znašli v Alanskem kraljestvu. 
Os 10. do 13. stoletja so bili Čerkezi pod vplivom Gruzijskega kraljestva.
V 17. stoletju je pod vplivom Krimskega Kanata in Osmanskega cesarstva  večina Čerkezov prestopila v islam. Islamizacija se je v manjšem obsegu dogajala že prej. Del islamiziranih Čerkezov je bilo med  suženjskimi vojaki  mameluki. Med vladavino Safavidov in Kadžarjev se je velik del Čerkezov preselil  v Perzijo, kjer so nekateri postali suženjski vojaki gulami, drugi pa obrtniki in poljedelci. Velik del safavidskega plemstva je bil čerkeškega porekla.

### Rusko osvajanje Kavkaza
V 8. In 19. stoletju so se za prevlado nad Kavkazom vojskovale Rusija, Perzija in Turčija. V tem času je bila vrsta vojn: prva rusko-perzijska vojna (1722—1723), rusko-turška vojna (1768—1774), druga rusko-perzijska vojna (1796), tretja rusko-perzijska vojna (1804-1813), rusko-turška vojna (1806—1812), četrta rusko-perzijska vojna (1826—1828) in rusko-turška vojna (1828-1829). Po četrti rusko-perzijski vojni in  rusko-turški vojni  (1828—1829) je Rusija dokončno izrinila Perzijo in Turčijo s Kavkaza in vzpostavila popolno oblast na njegovem jugu. Na severnem Kavkazu je leta 1817 do 1864 trajala vojna med Rusijo in domorodci. Kavkaška vojna je skupno ime za čerkeško-rusko vojno (1817-1864), ki je bila del čerkeško-ruske vojne (1763-1864) na severozahodu Kavkaza, in muridske vojne (1830-1859) na severovzhodu Kavkaza.   Med vojno je bil srednji del Kavkaza okrog gruzijske vojaške ceste, ki spaja Tbilisi in Vladikavkaz, pod rusko oblastjo. V čerkeško-ruski vojni so Rusi bojevali proti Čerkezom in Abhazom, v muridski vojni pa proti Čečenom in dagestanskim ljudstvom. Muridska vojna se je končala s predajo imama Čamila 25. avgusta 1859, medtem ko je čečensko-ruska vojna trajala do leta 1864. Zadnja bitka se je zgodila 27. maja 1864. Vojna se je končala 2. junija 1864, ko so čerkeški voditelji prisegli zvestobo rukemu carju Aleksandru II.
Proti koncu vojne in po njej je velika večina Čerkezov zaradi čerkeškega genocida zapustila Rusijo in odšla v Osmansko cesarsto, manjše število pa v Perzijo. Veliko ruskih, kavkaških in zahodnih zgodovinarjev se strinja, da je v 1860. letih Rusijo zapustilo okrog 500.000 Čerkezov. Osmansko cesarstvo je brez zadržkov sprejelo vse tiste, ki niso želeli biti podložniki krščanskega vladarja. Čerkeze je naseljevalo v obmejna področja cesarstva, ker je želelo z njimi okrepiti svoje meje. Del Čerkezov, ki so ostali v Rusiji, se je preselil v dolino na levem bregu reke Kuban.

## Čerkezi v diaspori
Večina Čerkezov zdaj živi v Turčiji, največ okrog mesta Samsun ob Črnem morju, v okolici turške prestolnice Ankare in v okolici mesta Kayseri, na zahodu pa v okolici Istanbula. 
Čerkezi, katere je Osmansko cesarstvo naselilo v obmejnih področjih, so se po razpadu cesarstva znašli v več državah.
Sirija. Večina  Čerkezov živi na Golanski planoti, kjer so bili do šestdnevne vojne najštevilčnejša etnična skupina. Njihovo najpomemnejše mesto je bila  Kuneitra.
Izrael. V Izraelu so Čerkezi sprva živeli v treh naseljih:  Kfar Kama,  Rehanijia in Hadera. Po izbruhu epidemije malarije je bila Hadera zapuščena. Čerkezi so kljub temu, da so muslimani suniti, lojalni Izraelu.
Jordanija. Čerkezi so imeli pomembno vlogo v zgodovini Jordanije. Veliko jih je imelo pomembne položaje v jordanski državni upravi. Said Al Mufti, na primer, je bil prejšnji predsednik jordanske vlade. V jordanski vladi je običajno vsaj en minister Čerkez. Veliko Čerkezov je visokih vojaških častnikov. Tvorijo  tudi dvorno hašemitsko častno stražo.
Irak. Čerkezi so se v Irak selili v dveh valovih. V prvem so prišli neposredno iz Čerkezije, v drugem pa z Balkana. Naselili so se po celem Iraku. Največ jih je v Bagdadu, Kirkuku, provinci Dijala in Faludži.

### Čerkezi na Balkanu
Turki so veliko Čerkezov naselili tudi na Balkanu, na Kosovu okrog 40.000. V srbsko-turški vojni 1877-1878 je približno 10.000 Čerkezov sodelovalo v borbah proti srbski vojski. Večina se je pred Srbi umaknila, po balkanskih vojni 1912-1913 pa se je večina odselila v Turčijo. V drugi svetovni vojni so Nemci iz ujetih vojakov Rdeče armade ustanovili kvislinške enote, ki so se borile proti jugoslovanskim partizanom. Ljudje so jih pogosto imenovali Čerkezi, čeprav so bili v njih v manjšini.